# Seehund-Aufzuchtstation
In Seehund-Aufzuchtstationen wird versucht, von ihren Müttern verlassene Seehundjunge (Heuler) möglichst naturnah aufzuziehen und damit vor dem Tode zu bewahren. Besucher haben die Möglichkeit, Seehunde zu beobachten und sich umfangreich über sie zu informieren.
In Deutschland gibt es zwei Seehund-Aufzuchtstationen:
- die Seehundstation Norddeich
- die Seehundstation Friedrichskoog

In den Niederlanden befinden sich:
- Ecomare auf der nordholländischen Insel Texel
- die Auffangstation (SRRC) in Pieterburen in der Gemeinde De Marne (Provinz Groningen)
- A Seal in Stellendam in der Provinz Südholland, Haringsvlietplein 3a, 3251 LD Stellendam

In Irland gibt es eine Station:
- Seal Rescue Centre in Courtown Harbour

In Belgien wird durch das Sea Life Centre in Blankenberge die einzige Aufzuchtstation an der belgischen Nordseeküste betrieben.